# Ningbingia octava
Ningbingia octava é uma espécie de gastrópode  da família Camaenidae.
É endémica da Austrália.